# Scott (album)
Scott je první sólové studiové album amerického zpěváka Scotta Walkera. Vydáno bylo v září 1967 společností Philips Records a produkoval jej Johnny Franz, který s Walkerem spolupracoval i na dalších albech. Deska se umístila na třetí příčce Britské albové hitparády. Vedle tří autorských písní obsahuje coververze písní například od Jacquese Brela a Tima Hardina.

## Seznam skladeb
1. Mathilde – 2:39
2. Montague Terrace (In Blue) – 3:31
3. Angelica – 4:02
4. The Lady Came from Baltimore – 1:59
5. When Joanna Loved Me – 3:08
6. My Death – 4:57
7. The Big Hurt – 2:26
8. Such a Small Love – 4:55
9. You're Gonna Hear From Me – 2:53
10. Through a Long and Sleepless Night – 4:12
11. Always Coming Back to You – 2:41
12. Amsterdam – 3:04